# Eriocaulon nairii
Eriocaulon nairii là một loài thực vật có hoa trong họ Eriocaulaceae. Loài này được Chandrab. & V.Chandras. mô tả khoa học đầu tiên năm 1982.